# Apophoneura univittata
Apophoneura univittata är en tvåvingeart som beskrevs av Malloch 1933. Apophoneura univittata ingår i släktet Apophoneura och familjen myllflugor. Inga underarter finns listade i Catalogue of Life.